# 张相阁
张相阁（1928年8月—2022年11月22日），内蒙古奈曼旗人，中国人民解放军正军职离休干部、原军事经济学院政委。

## 生平
张相阁1946年3月入伍，同年6月加入中国共产党。历任战士、通信员、文化教员、保卫干事、副指导员、指导员、组织科副科长、团副政委、干部科科长、干部处处长、干部部副部长、干部部部长、军副政委等职。
2022年11月22日，张相阁因病于广州逝世，享年94岁。讣告刊登在2023年1月13日的《解放军报》。